# 手をつなごう (山下久美子のアルバム)
『手をつなごう』（てをつなごう）は、山下久美子のセルフカヴァー・アルバムで、2010年6月23日にキングレコード / DEEP ZONEから発売された。

## 概要
2005年に発売されたカヴァー・アルバム『Duets』以来約5年ぶりの新譜リリースで、山下としては唯一、キングレコードのDEEP ZONEレーベルから発売された。
山下初のセルフカヴァー・アルバムで、山下自身が選曲し、音楽プロデューサーに笹路正徳が担当した。

## 収録曲
| 全編曲: 笹路正徳。 |                                |            |            |       |
| #                  | タイトル                       | 作詞       | 作曲       | 時間  |
| 1.                 | 「宝石」                       | 森雪之丞   | 布袋寅泰   | 4:17  |
| 2.                 | 「MELODY - from Liverpool」    | 山下久美子 | 布袋寅泰   | 3:24  |
| 3.                 | 「秋ラメきれない Night Movie」 | 銀色夏生   | 筒美京平   | 3:17  |
| 4.                 | 「赤道小町ドキッ」             | 松本隆     | 細野晴臣   | 3:48  |
| 5.                 | 「バスルームから愛をこめて」   | 康珍化     | 亀井登志夫 | 4:40  |
| 6.                 | 「手をつなごう」               | 山下久美子 | 西山史晃   | 4:52  |
| 7.                 | 「微笑みのその前で」           | 山下久美子 | 布袋寅泰   | 3:57  |
| 8.                 | 「Rock me Baby」               | 山下久美子 | 布袋寅泰   | 4:00  |
| 9.                 | 「リリス」                     | 山下久美子 | 布袋寅泰   | 5:02  |
| 10.                | 「微笑みをもう一度」           | 山下久美子 | 布袋寅泰   | 4:45  |
| 11.                | 「星になった嘘」               | 竹花いち子 | 亀井登志夫 | 4:07  |
| 合計時間:          | 合計時間:                      | 合計時間:  | 合計時間:  | 46:09 |

## 楽曲解説
1. 宝石
  - 27thシングル「宝石」のセルフカヴァー。
2. MELODY - from Liverpool
  - 19thシングル「MELODY - from Liverpool」のセルフカヴァー。
3. 秋ラメきれない Night Movie
  - 8thシングル「こっちをお向きよソフィア」のB面曲「秋ラメきれない Night Movie」セルフカヴァー。
4. 赤道小町ドキッ
  - 6thシングル「赤道小町ドキッ」のセルフカヴァー。
5. バスルームから愛をこめて
  - デビューシングル「バスルームから愛をこめて」のセルフカヴァー。
6. 手をつなごう
  - 新曲。
7. 微笑みのその前で
  - 20thシングル「微笑みのその前で」のセルフカヴァー。
8. Rock me Baby
  - 19thシングル「MELODY - from Liverpool」（EPレコード盤）のB面曲「Rock me Baby」セルフカヴァー。
9. リリス
  - 18thシングル「リリス」のセルフカヴァー。
10. 微笑みをもう一度
  - 13thスタジオ・アルバム『JOY FOR U』に収録されている楽曲「微笑みをもう一度」のセルフカヴァー。
11. 星になった嘘
  - 12thシングル「星になった嘘」のセルフカヴァー。

## 参加ミュージシャン
| 宝石 - Drums：青山純 - Bass：坂井紀雄 - Guitar：土方隆行 - Keyboards, Guitar, Glockenspiel：笹路正徳 MELODY - from Liverpool - Drums：青山純 - Bass：坂井紀雄 - Guitar：土方隆行 - Keyboards, Glockenspiel：笹路正徳 秋ラメきれない Night Movie - Drums：青山純 - Bass：坂井紀雄 - Guitar：土方隆行 - Keyboards, Glockenspiel：笹路正徳 赤道小町ドキッ - Drums：青山純 - Bass：坂井紀雄 - Guitar：土方隆行 - Keyboards, Glockenspiel：笹路正徳 バスルームから愛をこめて - Drums：青山純 - Bass：坂井紀雄 - Guitar：土方隆行 - Keyboards, Glockenspiel：笹路正徳 | 手をつなごう - Guitar：土方隆行 - Keyboards, Bass, Glockenspiel：笹路正徳 微笑みのその前で - Drums：青山純 - Bass：坂井紀雄 - Guitar：土方隆行 - Keyboards, Glockenspiel：笹路正徳 Rock me Baby - Drums：青山純 - Bass：坂井紀雄 - Guitar：土方隆行 - Keyboards, Glockenspiel：笹路正徳 リリス - Drums：青山純 - Bass：坂井紀雄 - Guitar：土方隆行 - Keyboards, Glockenspiel：笹路正徳 微笑みをもう一度 - Drums：青山純 - Bass：坂井紀雄 - Guitar：土方隆行 - Keyboards, Glockenspiel：笹路正徳 星になった嘘 - Guitar：土方隆行 - Keyboards, Bass, Glockenspiel：笹路正徳 |